# Paravespa pretoriensis
Paravespa pretoriensis är en stekelart som först beskrevs av Giordani Soika 1935.  Paravespa pretoriensis ingår i släktet Paravespa och familjen Eumenidae. Inga underarter finns listade i Catalogue of Life.